# 感光蛋白
感光蛋白（photoreceptor protein）是一种光敏蛋白，涉及多種生物體中感受和应答光信号的反应。
例如脊椎動物視網膜的感光細胞中的視紫紅質、植物中的光敏素和某些細菌中的細菌視紫紅質和細菌性光敏素。它們介導的光反應包括視覺、向光性和趨光性，以及對明暗週期（如晝夜節律和其他光週期）的反應，包括控制植物的開花時間和動物的交配季節。